# Adrià Puntí
Adrià Puntí   (Salt, 13 de juny de 1963) és un músic i artista multidisciplinari (productor, pintor, actor…).

## Biografia
Adrià Puntí va començar la seva carrera el 1980 amb el grup "La felaction on the rocks", que realitzava performances en les quals combinaven la música i el teatre. Presentaven les seves creacions en diverses sales i discoteques de les comarques de Girona.
1983. Guanya el Concurs de Cançó de Banyoles.
1984-1985. Actua amb Eduard Canimas en diversos bars de Girona. Aquest duet canta temes en la línia Sisa, Pau Riba, Lou Reed, Jim Morrison i David Bowie.
1989-95. Es forma Umpah-pah, grup amb el qual enregistra cinc discos i un mini-cd. L'Adrià compon les cançons i és l'autor de les lletres. A més, la realització de la major part dels video-clips del grup també corre al seu càrrec. Umpah-pah guanya diversos premis, entre els quals podem destacar l'Ondas, l'Altaveu, el Premi Nacional de Música de Catalunya i el Premi de les Mosques de Girona.
1991. Després d'obtenir una beca de la Generalitat, realitza una videoinstalació amb Jordi Martorano, titulada La curvatura dels vèrtex. L'exposen en diversos indrets de Catalunya entre els quals poden destacar la Sala Fidel Aguilar de Girona.
En cinema dirigeix, realitza i produeix diversos curtmetratges. També participa com a actor a la peça La curvatura del vèrtex i el llarg metratge El laberinto griego.
1994. Umpah-Pah treu al mercat simultàniament dos discos: un en castellà (Triquiñuelas al Óleo) y un altre en català (Bordell).
1995. Escriu el pròleg del llibre Trucant a les portes del cel, de Bel Bosch.
Participa en Serrat, eres único disc homenatge a Joan Manuel Serrat amb la cançó "Temps era temps".
1996. Després d'un altre disc en castellà (La columna de Simeón) el grup Umpah-Pah es dissol.
Compon la música de l'obra de teatre El Robinson del metro de Felice Holman amb la Companyia Teatre de l'Estació, que es representa en diverses ciutats de Catalunya i amb la qual aconsegueix el premi a la millor banda sonora.
Torna a actuar en solitari.
Debuta com a actor en el teatre en El Tallaret de salt, en l'obra Culpido, juntament amb Cristina Cervià, amb la qual crea la dramatúrgia. Adrià Puntí canta i interpreta al piano un seguit de composicions pròpies sobre textos de diferents autors (Baudelaire, Bukovsky, Joan Brossa i Max Aub, entre d'altres), a més d'ell mateix. Durant l'any 97 aquest espectacle es porta de gira per tota Catalunya i arriba al Festival d'Estiu Grec, a la sala Artenbrut de Barcelona.
1997. Adrià Puntí s'uneix a Picap i enregistra el seu primer disc en solitari, Pepalallarga i ... coproduït pel mateix Puntí i Quimi Portet, un cd visceral molt més dur que les seves anteriors composicions amb Umpah-pah. Inclou clàssics com "Ull per ull", "Solitud" i "Cor agre". El CD és ben acollit per la premsa i el públic.
Participa com a actor en el personatge d'Ariel, en l'obra de teatre La Tempestat, dirigida per Calixto Bieito. Allà absorbeix l'essència del personatge fins a tal punt que en les obres posteriors sempre estarà present.
1999. Després d'un mini-CD on interpreta "Ull per ull" en solitari i "Mmm quin fàstic, eeccs que bo!" a duo amb Maria del Mar Bonet, apareix el seu segon CD, L'hora del pati, un disc ple de referències al món infantil.
Aquest disc el consagra com a gran músic en solitari. Conté grans cançons com "Coral·lí", "Setze jutges", "Udol", "Sota una col", "No em toquis la pampa"...
En TV intervé amb un paper principal a la telesèrie Laberint d'ombres, en un dels fils argumentals troncals.
Participa en el concert d'homenatge al cantant de Sau, Carles Sabater. Adrià Puntí versiona el tema "Només ho faig per tu" en aquest magnífic esdeveniment que se celebra al Palau Sant Jordi de Barcelona, amb la participació de 25 “col·legues” i amics.
2000. Direcció del videoclip Quan somrius. Disc Altres Cançons de Nadal. En aquest disc de nadales l'Adrià hi col·labora amb la cançó "Cap d'any d'esquila"
Gira amb Pep Sala. Els cantants catalans actuen junts durant la gira d'estiu que comença el dia 13 de maig al Pavelló Vell de Manresa. Sala torna a compartir escenari i cançons després de la mort del seu company Carles Sabater. Els dos compositors compaginen les seves gires amb aquests concerts dobles, en els quals cadascú realitza el seu concert, amb el seu repertori habitual, però en certs moments de l'actuació comparteixen algunes de les cançons més conegudes. Aquests concerts tenen l'atractiu de veure en una mateixa nit i durant més de tres hores, els dos artistes catalans que en els últims mesos han aconseguit un nombre més gran de vendes al nostre país, segons la companyia The Project.
2001. Cantaralejas, poesia musicada amb Txe Arana. Es tracta d'un espectacle suggestiu i divertit que neix de la fusió entre la música, la poesia i el teatre. Està inspirat en les obres de poetes com ara Alberti, Machado, Baudelaire o Pesoa. El suport musical (guitarra i piano) proporciona una perspectiva diferent, un còctel de paraules, jocs de veu, emocions i música.
Participa en el programa de ràdio El Taller Foll a Càtalunya Radio els caps de setmana de 9 a 13 h, com a guionista, actor, locutor, músic...
Txe Arana condueix el magazín El taller foll, els caps de setmana, de deu a una del migdia. Aquest espai ofereix als oients classes de música, cine i teatre, i té com a eix la música en directe del pianista Pitus Romagosa i el guitarrista Adrià Puntí.
2002. Participa com a actor i músic a El Cabaret de la Campmany, amb Teresa Gimpera.
Lluís Marrasé, guionista y director de l'espectacle, produeix 'un musical per a aquells a qui no els agraden els musicals' a partir de textos i lletres de cançons escrites per Maria Aurèlia Capmany, en el qual s'intenta mostrar la seva polièdrica vertent creativa i les seves inquietuds vitals. Teresa Gimpera i Adrià Puntí són els dos puntals de l'espectacle, en la creació del qual ha intervingut un extens equip.
2003. Surt al mercat el seu tercer disc, Maria, un homenatge a la seva mare. El disc és considerat el millor treball fins ara i rep el premi Porret.
Publicacions com Rockdelux (12è millor disc nacional del 2002) o Enderrock (13è millor disc català de la història) el qualifiquen d'excelent. En ell apareixen cançons com "Maria" (on col·labora amb Bunbury), "Longui n.13", "Tomb", "De muda en muda", “Senyor Doctor”...
2005. Cantants catalans reten un homenatge a Ovidi Montllor en el Mercat de les Flors de Barcelona. Puntí interpreta les cançons "Carnisseria" i "Garrotada en swing".
2007. Participa a Rock&Cat, una pel·lícula documental dirigida per Jordi Roigé i coproduïda per TVC, que es roda al Liceu. Adrià Puntí interpreta una versió inoblidable i commovedora de "Ull per Ull", ell sol al piano.
2008. Participa en el disc homenatge a Lluís Llach Si véns amb mi amb la genial interpretació de “Jo també he dormit a l'alba".
2009. Publica un disc tribut a Umpah-pah. En el disc apareixen 17 versions de les seves cançons interpretades per artistes espanyols, majoritàriament catalans. La publicació coincideix amb el vintè aniversari del primer concert d'Umpah-pah, el qual va tenir lloc el 1989 a la sala Shock de Girona. El títol, Raons de pes, es basa en el títol del primer disc d'Umpah-pah. Aquesta recopilació parteix d'una idea del periodista i escriptor Pep Blay, director artístic del projecte. La selecció d'artistes participants anava a càrrec de Pep Blay i Jordi Puig. Respecte al disseny, l'encarregat era el mateix Adrià, qui apareix en aquest disc amb la seva nova identitat artística: Josep Puntí.
2010-2011. Després d'una llarga absència torna als escenaris amb la gira “Viatge d'un Savi Vilatrista” amb la qual recorre tota la geografia catalana. Interpreta en solitari, en petits i grans escenaris, les cançons que l'han acompanyat durant tota la seva carrera.
Comença a treballar en un dels projectes més ambiciosos de la seva carrera. La pel·lícula que es titularà “Viatge d'un savi vilatrista cap enlloc”.
2012. S'estrena el documental Adrià Puntí a la desena edició de l'In-Edit Beefeater, el Festival Internacional de Documental Musical de Barcelona, dins la secció oficial nacional.
Durant els set anys, la productora Elsabeth ha realitzat un documental sobre la figura del músic català Adrià Puntí. El treball audiovisual és un "recorregut per l'inegotable imaginari d'un dels creadors més importants del nostre país. Un viatge indulant fet de retalls de vida, paisatges, música i poesia que reconstrueix els últims deu anys de silenci discogràfic de l'artista".
2013. Publica el llibre Incompletament Puntí que està format per reculls de poemes, textos, cançons, il·lustrtat amb dibuixos propis i també una part de l'obra del seu pare. Durant un silenci discogràfic de deu anys, Adrià Puntí mai ha parat de crear. Incompletament es tracta d'una proposta artística que va més enllà de la música i que inclou art, pintura, fotografia, delicadesa, música, homenatges, històries i aventures.
Al Nadal presenta “No és broma”, un tema inèdit propi que forma part del recopilatori de Nadales de Música Global, Altres Cançons de Nadal 5.
2014. Publica el DVD Un cor emigrant, actuació en directe de l'Auditori de Girona, amb un gran èxit de públic i de crítica.
Acompanyat de la seva banda The Fellaction on the Rocks Band Bang Bang – Lluís Costa, Pere Martínez i Dani Pujol – i les cordes del Taller d'Orquestra, un total de 12 músics a l'escenari, presenta les cançons mudes d'Incompletament Puntí. Un repàs de temes tan emblemàtics com "Ull per ull", adaptacions que renoven temes com "Jeu" o temes inèdits com "Prohibit", "Cor Emigrant"… Totes conformen un espectacle musical de primer nivell. Durant aquest any presenta l'espectacle en grans escenaris com el Palau de la Musica Catalana a Barcelona.
Sota el títol Girona Jazz Project fa Puntí, la formació gironina Girona Jazz Project (especialitzada a dur al seu terreny les músiques de diversos creadors contemporanis) adapta algunes de les peces més emblemàtiques de l'artista, com "Ull per ull", "Viatge d'un savi vilatrista cap enlloc", "Mmm quin fàstic, eeecs que bo!", "Muriel i Coral·í", entre d'altres. Per primera vegada, la GJP actua sense director, amb material generat pels mateixos membres de la banda i amb música original de casa nostra.
2015. Adrià Puntí Band Bang Bang. Es presenta al MMVV al capdavant d'una formació renovada, la Band Bang Bang, per desgranar alguns dels seus grans clàssics i també un grapat de les noves composicions que formen part del seu l'imminent nou disc.
Edita Benvinguts al desastre un EP on presenta com un nou esquitx de tot el treball realitzat amb èxit de públic i crítica al llarg del 2014, tot escalfant motors per l'esperat nou treball del compositor de Salt. L'EP consta de 4 cançons: dos temes inèdits i una reversió, enregistrades en directe en dues pistes (L i R) el dissabte 1 de novembre del 2014, al Teatre Principal de Badalona, i la nadala que va ser inclosa al Altres cançons de Nadal 5 (2013 –M.Global). Adrià Puntí, ens avança en aquest EP, una petita part del nou material que formarà part de La clau de girar el taller, el proper treball del músic gironí, tot havent transcorregut un llarg silenci discogràfic.
El ple de Salt nomena a Josep Puntí i Fàbregas (més conegut pel seu nom artístic, Adrià Puntí) fill predilecte de la vila per "la seva llarga trajectòria professional en el camp de la interpretació i composició musical i per haver portat el nom de la vila de Salt arreu del país".
Octubre 2015. Surt publicat un nou disc, La Clau de Girar el Taller, i un llibre amb poemes i dibuixos, Enclusa i Un Cop de Mall.

## Discografia
Amb Umpah-pah:
- Tomahawk (1990) (Maqueta)
- Raons de Pes (1991)
- Bamboo Avenue (1992)
- Bordell (1994)
- Triquiñuelas al óleo (1994)
- La Columna de Simeón (1996)

En solitari:
- Pepalallarga i... (1997). Picap
- L'hora del pati (1999). Picap
- Maria (2002). Picap
- Un Cor Emigrant (DVD 2013). Autoedició
- Benvinguts al Desastre (EP 2015). Autoedició
- La Clau de Girar El Taller (2015). Satélite K
- Enclusa i un Cop de Mall (2015). Satélite K
- ... i un cop de Bow.í'" (2016). Autoedició
- Enriu-te'n fins que el cor et digui prou (2019). Autoedició

## Llibres
- Incompletament Puntí (2013). Autoedició
- Enclusa i un Cop de Mall (2015). Autoedició

## Reconeixements
- 2003 - Premi Enderrock al Millor disc de pop-rock - per Maria (2002).
- 2003 - Premi Altaveu - per Maria (2002).
- 2003 - Premi Puig Porret (Mercat de Música Viva de Vic) - per Maria (2002).
- 2014 - Fill predilecte de Salt
- 2015 - Millor disc de l'any segons la crítica als Premis Enderrock per La clau de girar el taller.[4]